# Władysław Jędrzejewski (generał)

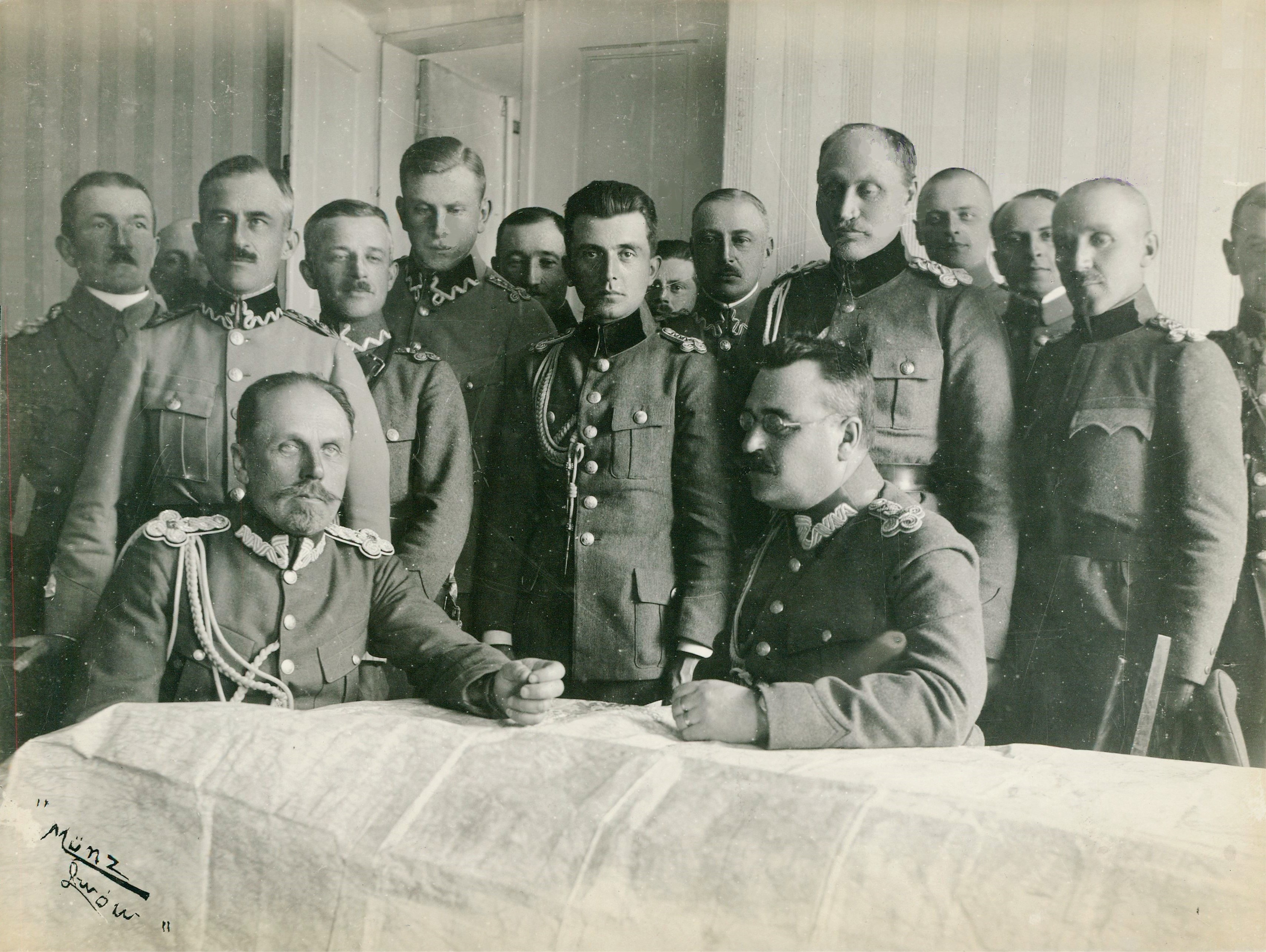
Gen. Wacław Iwaszkiewicz-Rudoszański w sztabie gen. Władysława Jędrzejewskiego; 21 marca 1919

Władysław Jędrzejewski (ur. 5 marca 1863 w majątku Nowiny w powiecie lepelskim, zm. prawd. w marcu 1940 we Lwowie) – generał major Armii Imperium Rosyjskiego oraz generał dywizji Wojska Polskiego, kawaler Orderu Virtuti Militari, ofiara zbrodni katyńskiej.

## Życiorys
Syn Antoniego i Józefy z domu Mancewiczówny. W 1880 roku złożył maturę w gimnazjum Petersburgu. Ukończył Warszawską Szkołę Junkrów Piechoty. Od 1884 zawodowy oficer rosyjskiej piechoty. Brał udział w wojnie rosyjsko– japońskiej 1904–1905. W 1914 był dowódcą 93 Irkuckiego pułku piechoty. Później dowodził 119 Kołomyjskim pułkiem piechoty, brygadą piechoty oraz 30 Dywizją Piechoty. I wojnę światową rozpoczął w stopniu podpułkownika. 22 kwietnia 1917 roku został mianowany generałem majorem ze starszeństwem z dniem 15 grudnia 1916 roku .
9 grudnia 1918 roku został przyjęty do Wojska Polskiego w grupie oficerów byłego I Korpusu Polskiego i byłej armii rosyjskiej z zatwierdzeniem posiadanego stopnia generała majora ze starszeństwem z dniem 15 grudnia 1918 roku i przydzielony do rezerwy oficerów. Wówczas mianowany komendantem rezerwy oficerów w Warszawie. W 1919 (od marca do maja) był komendantem obrony Lwowa i dowódcą 5 Dywizji Piechoty i załogi obrony Lwowa. Następnie dowodził grupą operacyjną na froncie galicyjskim. Ponownie dowodził 5 DP od sierpnia 1919 do maja 1920. 21 kwietnia 1920 roku został zatwierdzony z dniem 1 kwietnia 1920 roku w stopniu generała porucznika, w grupie oficerów byłych Korpusów Wschodnich i byłej armii rosyjskiej. Był dowódcą 1 Armii (maj–sierpień 1920), następnie 6 Armii (sierpień–wrzesień 1920) oraz Grupy Operacyjnej 6 Armii (od września 1920). Od stycznia 1921 był dowódcą Okręgu Generalnego Lublin, a od września 1921 dowódcą Okręgu Korpusu nr VI we Lwowie.
3 maja 1922 roku został zweryfikowany w stopniu generała dywizji ze starszeństwem z dniem 1 czerwca 1919 roku i 15. lokatą w korpusie generałów. 12 marca 1924 roku został zwolniony ze stanowiska dowódcy OK VI. Z dniem 30 czerwca 1924 roku został przeniesiony w stan spoczynku. Osiadł we Lwowie. Był członkiem zarządu wydziału wojewódzkiego we Lwowie Polskiego Towarzystwa Opieki nad Grobami Bohaterów (otrzymał tytuł członka honorowego tegoż stowarzyszenia i tytuł prezesa honorowego) oraz przewodniczącym oddziału Polskiego Towarzystwa Opieki nad Grobami Bohaterów we Lwowie.
We wrześniu 1939 zgłosił się do służby. Organizował Cywilną Straż Obywatelską we Lwowie, której został komendantem 7 września 1939. 4 października 1939 został aresztowany przez NKWD. Zmarł prawdopodobnie w więzieniu we Lwowie w marcu 1940 (lub został rozstrzelany jeszcze w 1939). Figuruje na Ukraińskiej Liście Katyńskiej. Został pochowany na otwartym w 2012 Polskim Cmentarzu Wojennym w Kijowie-Bykowni.
2 września 2016 Prezydent RP Andrzej Duda na wniosek Ministra Obrony Narodowej Antoniego Macierewicza mianował go pośmiertnie na stopień generała broni.
Władysław Jędrzejewski był żonaty z Katarzyną z Ambrożewiczów, z którą miał syna Tadeusza (ur. 1898) oraz córki: Marię (ur. 1902), Gabrielę (ur. 1904) i Walerię (ur. 1907). Żona generała była prezesem wydziału Towarzystwa Polskiego Żałobnego Krzyża dla okręgu lwowskiego.
Kapitan rezerwy artylerii Tadeusz Jędrzejewski urodził się 14 lipca 1898 roku. Zweryfikowany w stopniu porucznika ze starszeństwem z dniem 1 czerwca 1919 roku w korpusie oficerów rezerwy artylerii. Posiadał przydział w rezerwie do 8 pułku artylerii ciężkiej w Toruniu. W czasie kampanii wrześniowej był dowódcą kolumny amunicyjnej 15 dywizjonu artylerii ciężkiej. Poległ 28 października 1939 roku w Warszawie.

## Ordery i odznaczenia
- Krzyż Srebrny Orderu Wojskowego Virtuti Militari nr 2010 – 22 lutego 1921[31][32][9][33]
- Krzyż Komandorski Orderu Odrodzenia Polski – 2 maja 1923[31][34][35][36]
- Krzyż Walecznych czterokrotnie – 1921[37][38]
- Medal Pamiątkowy za Wojnę 1918–1921[31]
- Medal Dziesięciolecia Odzyskanej Niepodległości[31]
- Medal Srebrny za Długoletnią Służbę[39]
- Order Michała Walecznego III klasy (Rumunia, 1922)[31][40][36]
- Order Legii Honorowej III klasy (Francja, 1922)[31][41][36]
- Order Korony Rumunii I klasy (Rumunia)[31][36]
- Krzyż Świętego Jerzego (Imperium Rosyjskie)[36]
- Dyplom członka honorowego Towarzystwa Polskiego Żałobnego Krzyża dla okręgu lwowskiego – 10 kwietnia 1924[42]